# Приорка (остановочный пункт)
Приорка (укр. Пріорка; до 2024 года — Вышгородская) — пассажирский остановочный пункт Киевского железнодорожного узла Юго-Западной железной дороги. Расположен на Северном полукольце — железнодорожной линии, соединяющей станции Святошино и Дарница через станцию Почайна.
Размещается между остановочными пунктами Куренёвка и Сырец, также особенностью является расположение платформы на стыке между Старозабарским и Вышгородским железнодорожными путепроводами.
В 2015 году была проведена полная реконструкция построенного ещё в 1948—1951 годах Старозабарского путепровода, была заменена новой старая износившаяся от времени и постоянной вибрации путепроводная балка. Опоры путепровода были оставлены прежние.
Выход с платформы осуществляется по лестницам к улицам Резервной, Вышгородской, Автозаводской, Семёна Скляренко и Добрынинской. Возле платформы находится остановка трамвайных маршрутов № 11, 12, 16, 17, 19 троллейбусных маршрутов № 6, 18, 25, 28, 33. Рядом находятся Институт сверхтвердых материалов имени Бакуля, а также так называемый «Птичий рынок» и блошиный рынок.
Недостатком платформы является то, что она находится на высокой насыпи, и поэтому некоторым людям до неё трудно добираться по ступеням.
Адрес: Украина, Киев, Резервная улица, 1.
С 4 октября 2011 года — одна из остановок городской электрички.
2 апреля 2013 года на остановочном пункте под ногами пассажиров неожиданно обрушилась платформа в направлении остановочного пункта Сырец. Причинами этого послужили ветхость и изношенность плит платформы, плохие погодные условия и частые оползни в этой местности. Одной из версий произошедшего может быть тот факт, что катализатором обвала мог стать габаритный мужчина, который вышел из прибывшего поезда. В настоящее время платформа остановки полностью перестроена, заменены лестницы и ограждение, реконструированы остановочный павильон и заменена вывеска с названием платформы.
В январе 2024 года Киевский городской совет переименовал Вышгородскую в Приорку по наименованию местности и в связи с наличием платформы в Вышгороде, куда есть планы запустить пригородное движение.